# Hadena capsincola
Hadena capsincola là một loài bướm đêm trong họ Noctuidae.